# 하사미정
하사미정(일본어: 波佐見町)은 일본 나가사키현 중앙부에 있는 히가시소노기군의 정이다.

## 지리
나가사키현 중앙부에 위치한다. 사세보시와 인접하고 사세보시 중심부에서는 동쪽으로 약 20km, 나가사키시에서는 북쪽으로 약 65km 떨어져 있다. 동부와 북부는 사가현과 경계를 이루고 있으며 현재 나가사키현에서 유일하게 바다와 접하지 않는 시정촌이다.

### 인접한 자치체
- 나가사키현
  - 사세보시
  - 히가시소노기군 가와타나정

- 사가현
  - 우레시노시
  - 다케오시
  - 니시마쓰우라군 아리타정

## 역사
- 1889년 4월 1일 - 정촌제 시행으로 현재의 정역에 기타하사미촌·시모하사미촌이 성립하였다.
- 1934년 11월 3일 - 가미하사미촌이 정으로 승격해 가미하사미정이 되었다.
- 1956년 6월 1일 - 가미하사미정·시모하사미촌이 대등 합병해 하사미정이 되었다.

## 산업
하사미 도자기의 산지로 알려져 있다. 인접하는 아리타정도 도자기(아리타 도자기)의 산지로 유명하지만 이 하사미 도자기는 아리타 도자기와는 별개의 것이다.

## 자매 도시
- 대한민국 전라남도 강진군